# Airbus A350
Airbus A350 XWB – seria szerokokadłubowych samolotów pasażerskich, średniej wielkości, dalekiego zasięgu. A350 powstał jako następca modelu A340 oraz odpowiedź na konkurencyjne samoloty Boeing 777. A350 XWB jest oferowany wraz z mniejszym A330neo.
Samolot występuje w trzech wersjach:
- A350-900[2]: 325-miejscowy w rozkładzie 3-klasowym o zasięgu 15 000 km zadebiutował w 2014 roku (konkurent Boeing 777-8X)
  - A350-900ULR[3]: wersja o zwiększonym zasięgu Ultra-Long Range wynoszącym 17 900 km, zadebiutował w 2018 roku (konkurent Boeinga 777-8X i 777-200LR)
- A350-1000[4]: 366-miejscowy w rozkładzie 3-klasowym o zasięgu 14 750 km zadebiutował w 2018 roku (konkurent Boeinga 777-300ER i 777-9X).

Trzy odmiany mogą pojawić się w przyszłości:
- A350-900F: rozważana wersja towarowa (konkurent Boeinga 777F)
- A350-800[5]: 280-miejscowy w rozkładzie 3-klasowym o planowanym zasięgu 15 200 km, miał ukazać się w 2016 roku, ale w 2014 rozwój wstrzymano na rzecz Airbusa A330neo (konkurent Boeinga 787-8).
- A350-1000ULR: Rozważana wersja -1000 o większym zasięgu dla narodowego przewoźnika Australii – Qantas (konkurent Boeinga 777-8X, 777-10X i A380)

## Historia
Kiedy Boeing ogłosił projekt 7E7 Dreamliner (obecnie znany jako 787) twierdził, że niższe koszty eksploatacyjne tego samolotu spowodują, iż stanie się poważnym zagrożeniem dla Airbusa A330. Airbus początkowo odrzucił to twierdzenie, utrzymując, że 787 był sam w sobie odpowiedzią na A330 i nie trzeba żadnej reakcji na 787.
Linie lotnicze pchnęły Airbusa do zapewnienia rywala, gdy Boeing zadeklarował, że 787 ma 20 procent niższe zużycie paliwa niż A330. Początkowo Airbus zaproponował prostą pochodną A330, opatrzoną kryptonimem A330-200lite z ulepszoną aerodynamiką i silnikami. Linie lotnicze nie były zadowolone i Airbus przeznaczył 4 miliardy € na nowy projekt zwany A350. Oryginalna wersja A350 powierzchownie przypominała A330 w związku z niezmienioną średnicą kadłuba. Nowe skrzydło, silniki i usterzenie poziome zostały połączone z nowymi materiałami i metodami produkcji kadłuba, aby stworzyć A350 jako prawie w całości nowy samolot.
16 września 2004 roku, ówczesny prezes Airbusa i CEO Noel Forgeard potwierdził, że rozważany jest nowy projekt, ale nie nadał mu nazwy i nie potwierdził czy będzie to całkowicie nowy model czy modyfikacja istniejącego produktu. Forgeard zaznaczył, że Airbus zakończy pomysł do końca 2004 roku, rozpocznie konsultacje z liniami na początku roku 2005 i zamierza prowadzić nowy program rozwojowy pod koniec tegoż roku. 10 grudnia 2004 roku zarządy EADS i BAE Systems (sprzedała swoje udziały w 2006), a następnie udziałowcy Airbusa dały firmie prawo do ofert (ATO) i oficjalnie nazwały go A350.
6 października 2005 roku zostało ogłoszone pełne przemysłowe wprowadzenie programu z utrzymaniem kosztów rozwoju około 3,5 miliarda euro. Ta wersja A350 została zaplanowana jako 250-300 miejscowa, dwusilnikowa, szerokokadłubowa jednostka pochodna od projektu istniejącego A330. Według tego planu A350 miał mieć zmodyfikowane skrzydła i nowe silniki równocześnie posiadając taki sam przekrój kadłuba jak jego poprzednik. Miał ukazać się w 2010 roku w 2 wersjach; A350-800 – zdolny do przelotu 8800 mil (16 300 km) z typową pojemnością 253 pasażerów w 3-klasowej konfiguracji i 300-siedzeniowy (w 3 klasach) A350-900 z 7500 milami (13 890 km) zasięgu. Był zaprojektowany jako konkurent dla 787-9, proponowanego 787-10 i 777-200ER. 14 lipca 2006 na Farnborough w odpowiedzi na oczekiwania klientów program przemianowano na A350 XWB (Xtra-Wide-Body/„Ekstra Szeroki Kadłub”) – projekt nie bazował już na A330, ale był całkowicie nowym samolotem zaprojektowanym od zera z kabiną pasażerską szerszą o 33 cm w stosunku do poprzednich Airbusów oraz o 12 cm szerszy od 787. A350 XWB ma przekrój poprzeczny kadłuba szerszy niż oryginalny A350, który miał mieć identyczną szerokość kadłuba jak rodzina A340/A330 i wcześniejszy A300 (5,96 zamiast 5,64 m). Wszystkie modele pasażerskie A350 XWB będą miały zasięg przynajmniej 13 000 km. Samolot w 53% składa się z włókien węglowych, dzięki czemu jest o 25% bardziej ekonomiczny niż Boeing 777. Pojemność w konfiguracji 3-klasowej wynosi 325 miejsc w wersji A350-900 i 366 w A350-1000.
W styczniu 2009 rozpoczęto budowę linii finalnego montażu A350 na terenie zakładów w Tuluzie-Blagnac, 500 metrów obok linii A330. Obiekt otwarto 23 października 2012, kiedy w fazie montażu znajdowały się egzemplarz do testów statycznych i pierwszy z pięciu samolotów do testów w locie. 17 lipca 2010 na terenie ośrodka badawczego Rolls-Royce w Derby po raz pierwszy uruchomiono silnik Trent XWB. Silnik zamontowany na firmowym A380 oblatano 18 lutego 2012. W listopadzie 2011 Airbus poinformował o pierwszym opóźnieniu terminu dostarczenia pierwszego samolotu dla Qatar Airways o sześć miesięcy, a w lipcu 2012 o kolejne trzy miesiące na drugą połowę 2014 roku. Montaż końcowy pierwszego A350-900 MSN1 rozpoczęto 5 kwietnia 2012, w grudniu samolot bez silników Rolls-Royce Trent XWB wytoczono po raz pierwszy z hali montażowej. W lutym 2013 skompletowano pełne pokrycie niepomalowanego kadłuba, a 19 lutego zamontowano winglety dające mu 64,8 m rozpiętości. Samolot rozpoczął próby naziemne 26 lutego 2013. Silniki Trent i pomocniczy zespół napędowy (APU) zamontowano na pierwszym prototypie 26 marca 2013. Jednym z głównych poddostawców Airbusa jest UTC Aerospace Systems (do 2012 jako Goodrich), producent gondoli silników, odwracaczy ciągu, kół, karbonowych hamulców i zewnętrznego systemu video. Honeywell dostarcza APU HGT1700. Producentem podwozia głównego dla wersji A350-900 jest firma Messier-Bugatti-Dowty z grupy Safran, a dla wersji -1000 Goodrich. Producentem podwozia przedniego jest firma Liebherr Aerospace z Lindenbergu (Niemcy).
W odróżnieniu od 787 Airbus nadal stosuje instalacje hydrauliczne zamiast w pełni elektrycznej Z tego powodu A350 w przeciwieństwie do 787 używa klasyczną instalację zasysającą powietrze przez silniki ze sprężarki do instalacji (Bleed Air). System wentylacji wymienia powietrze co trzy minuty, które odpowiada atmosferze na wysokości 1800 metrów i 20% wilgotności.

## Wersje

### A350-900

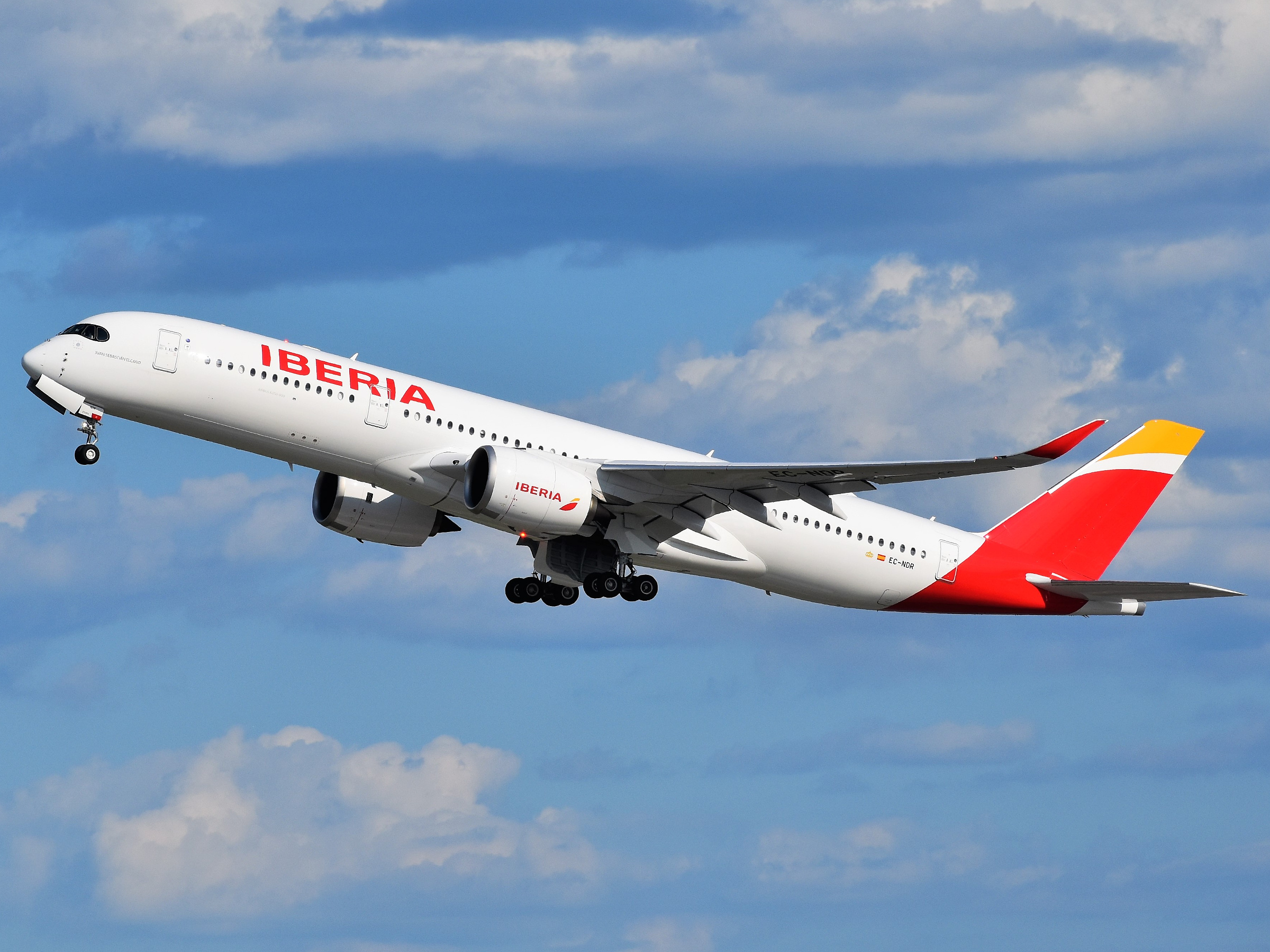
Airbus A350-900 linii Iberia

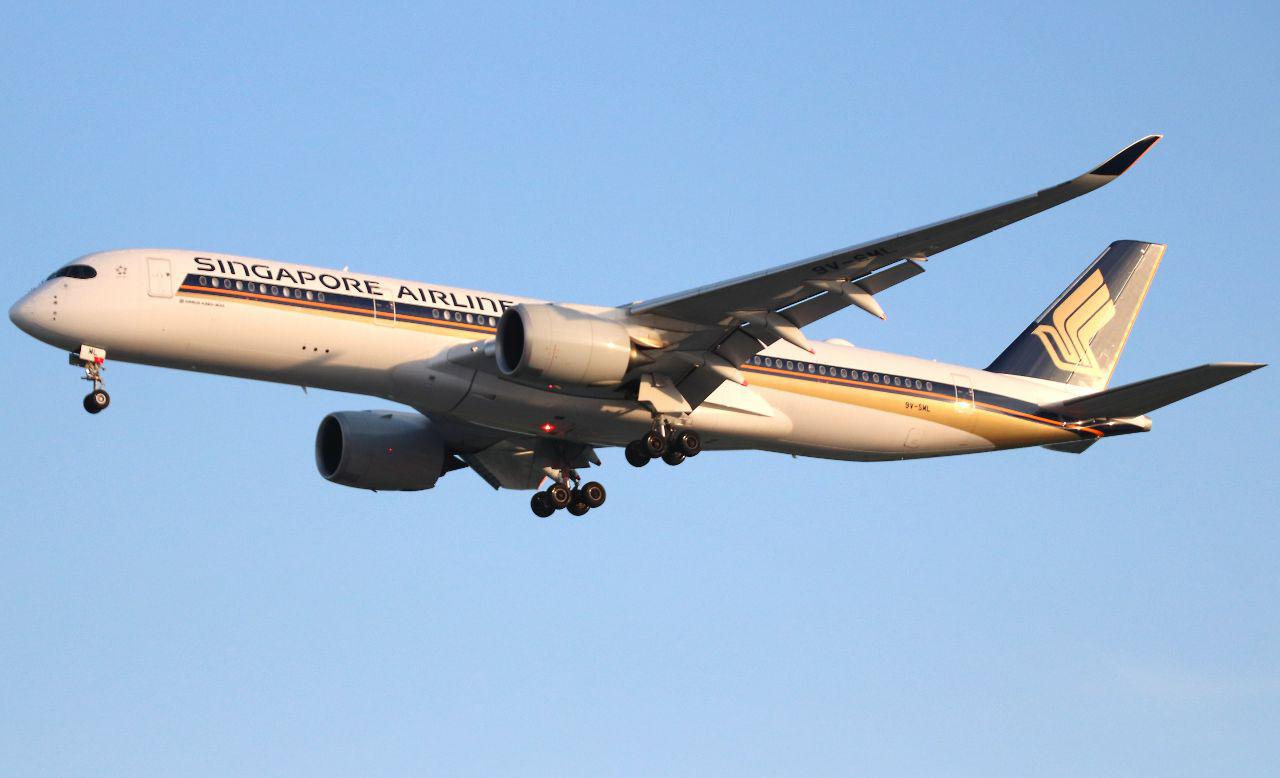
A350-900 linii Singapore Airlines

Pierwszy kompletny egzemplarz A350-900 w pełnym malowaniu zaprezentowano 13 maja 2013. 14 czerwca 2013 A350-900 o rejestracji F-WXWB wystartował do swojego pierwszego lotu ok. 10:00 CET z pasa 32L lotniska w Tuluzie, załoga składała się z sześciu osób, a lot nad południową Francją trwał 4 godziny i 5 minut. Maszynę w locie filmował samolot dyspozycyjny Aérospatiale SN-601 Corvette, a wydarzenie pokazano na żywo w internecie. W fazie testów w locie producent wykorzysta pięć egzemplarzy testowych, które powinny wylatać 2500 godzin. 21 czerwca podczas zaledwie trzeciego lotu testowego samolot wykonał niski przelot nad Międzynarodowym Salonem Lotniczym w Paryżu. Prace projektowo-konstrukcyjne nad A350 trwały 8 lat (2005-2013) oraz kosztowały do tego czasu 15 mld USD (14 mld euro). Drugi egzemplarz przedseryjny nr MSN3 (F-WZGG) oblatano 14 października 2013. W styczniu 2014 A350 MSN3 przebywał w Boliwii na testach w położonych wysoko Cochabamba i La Paz. 28 stycznia 2014 samolot MSN3 rozpoczął kilkudniowe testy w klimacie arktycznym w Iqaluit, Kanada. 2 stycznia 2014 roku zaprezentowano samolot testowy MSN2 (F-WWCF) w nowym karbonowym malowaniu i z kompletną kabiną pasażerską, przeznaczony do próbnych lotów długodystansowych z pasażerami. Samolot MSN4 (F-WZNW) z aparaturą pomiarową przeznaczony do lotów certyfikacyjnych zaprezentowano w lutym, przód egzemplarza pomalowano w barwy pierwszego użytkownika – Qatar Airways. Obie maszyny oblatano 26 lutego 2014 roku w odstępie 2 h, aby następnie wykonały wspólny lot. W maju 2014 MSN4 wykonał kołowanie na drodze pokrytej wodą. 22 kwietnia 2014 MSN3 wykonał najbardziej niebezpieczny z testów, start z minimalną prędkością VMU z lotniska w Bazylei. 2 i 3 czerwca 2014 MSN2 wykonał pierwsze loty z kompletem pasażerów, którymi byli pracownicy Airbusa. 20 czerwca 2014 oblatano ostatni, piąty przedseryjny A350-900 nr MSN5 (F-WWYB), maszyna w konfiguracji produkcyjnej z kompletną kabiną posłuży do lotów długodystansowych na planowanych trasach, analizy zasięgu i badań eksploatacyjnych. 3 lipca 2014 MSN001 rozpoczął próby startów i lądowań przy bocznym wietrze w Keflavík na Islandii. 19 lipca MSN001 zakończył testy hamowania po przerwanym starcie przy maksymalnej masie. 24 lipca 2014 MSN005 rozpoczął w Tuluzie ostatnią fazę certyfikacji w czasie której na czterech trasach w ciągu trzech tygodni odwiedzi 14 portów lotniczych na sześciu kontynentach, w tym pięć lotnisk na trasie dookoła świata. W czasie tourneé testowano gotowość operacyjną samolotów z lotnisk na dużej wysokości, podejścia z autopilotem, rozładowanie oraz obsługę naziemną
15 października 2014 oblatano pierwszego seryjnego Airbusa XWB MSN6 w malowaniu Qatar Airways. 22 grudnia 2014 odbyło się przekazanie pierwszego Airbusa A350-900 dla linii Qatar Airways. Pierwszy komercyjny lot odbył się 15 stycznia 2015. 30 czerwca 2015 Vietnam Airlines stały się drugim w świecie użytkownikiem A350. Program zaliczył cztery lata opóźnienia w stosunku do planów sprzed 10 lat, kiedy zakładano rozpoczęcie dostaw w 2010 roku, a uruchomienie produkcji wielkoseryjnej w 2012 roku. 26 lipca 2017 przekazano 100. A350-900, samolot odebrały China Airlines.
W październiku 2015 roku Airbus wprowadził do oferty wersję o zwiększonym zasięgu A350-900ULR (Ultra-Long Range), a pierwszym nabywcą na siedem sztuk zostały Singapore Airlines. Samolot posiada zmodernizowany układ paliwowy zabierając dodatkowe 24 tys. litrów paliwa (165 000 zamiast 141 000 l) bez konieczności montowania dodatkowych zbiorników paliwa, zasięg wzrósł z 15 000 do 17 900 km, a długotrwałość lotu wzrosła z 15 do 20 h. Pierwszy egzemplarz A350-900ULR (MSN216) zmontowano w lutym 2018, a pierwszy lot odbył się 23 kwietnia 2018. Dzięki tej maszynie Singapore wznowił najdłuższe bezpośrednie połączanie lotnicze z Singapuru do Nowego Jorku. W latach 2004–2013 18 h trasę obsługiwał Airbus A340-500.

### A350-1000

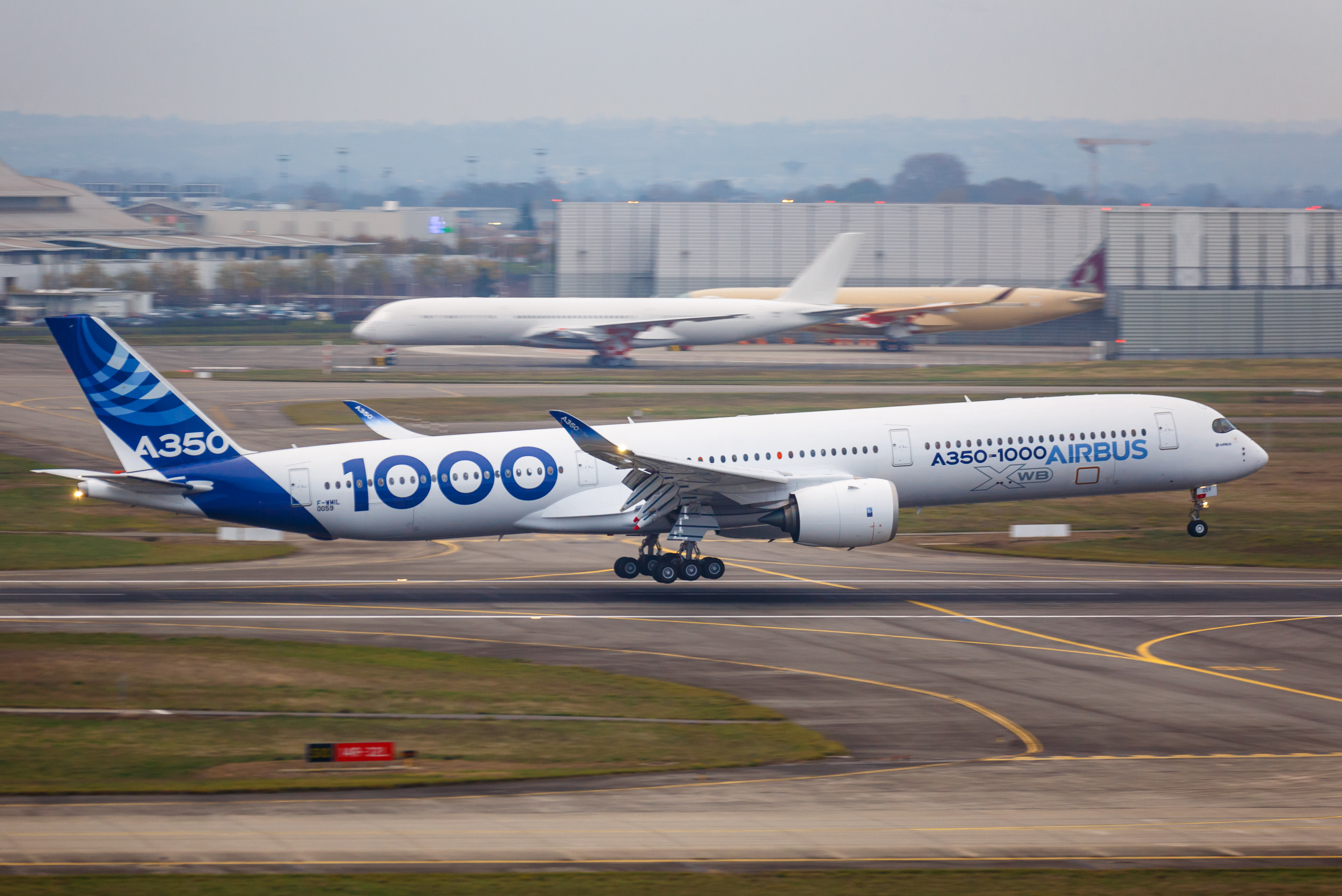
Prototyp Airbus A350-1000

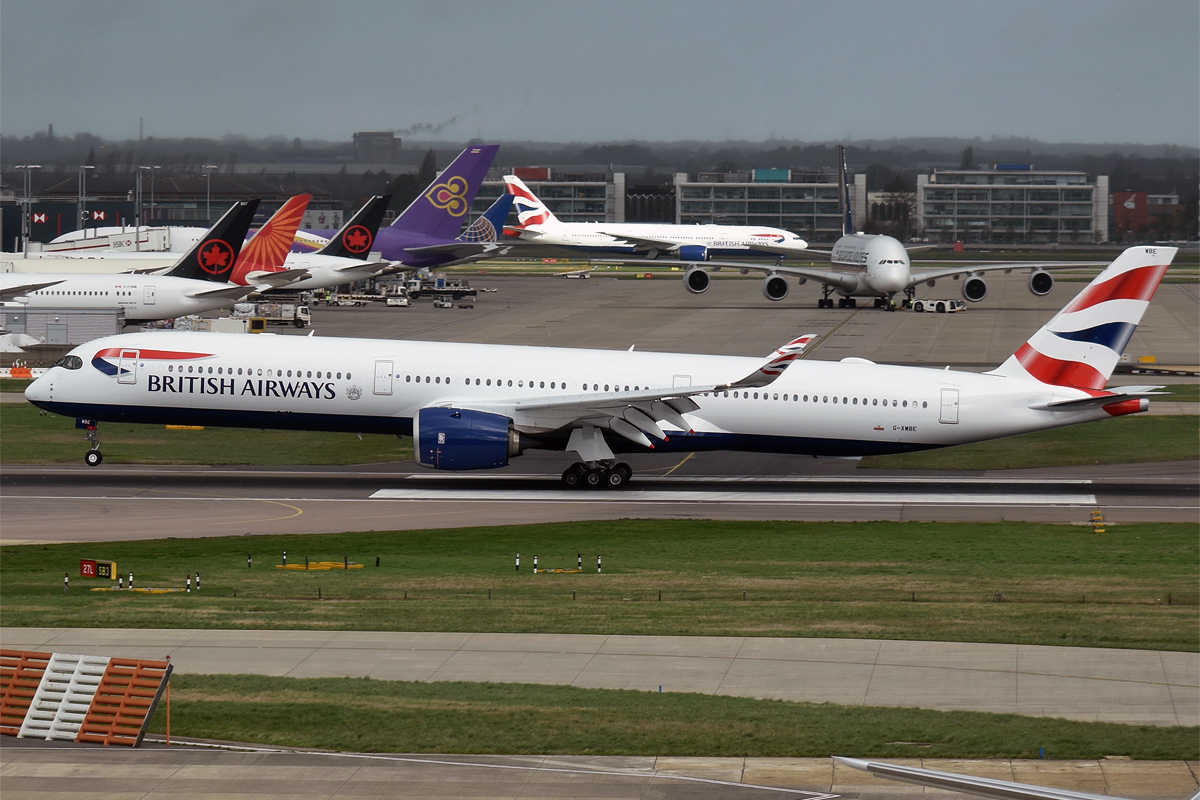
A350-1000 linii British Airways

Dostawy A350-1000 w 2011 roku opóźniono o dwa lata z 2015 do drugiej połowy 2017 z powodu opóźnienia w rozwoju silnika. 25 września 2015 rozpoczęto montaż kadłuba pierwszego A350-1000. Maszyna jest napędzana silnikami Rolls-Royce Trent XWB-97. Silnik został po raz pierwszy wyniesiony w powietrze 5 listopada 2015 roku na samolocie Airbus A380, będącym platformą testową do badania nowego silnika w locie. Montaż końcowy prototypu rozpoczęto 10 lutego 2016. Samolot bez silników opuścił halę 15 kwietnia 2016. Prototyp A350-1000 o numerze seryjnym MSN059 (nr rejestr. F-WMIL) oblatano 24 listopada 2016. Samolot przeznaczono do badań dopuszczalnego obciążenia, własności lotnych i hamowania. W fazie testów i certyfikacji w 2017 roku wezmą udział trzy egzemplarze A350-1000. Samolot jest o siedem metrów dłuższy i zabiera 40 osób więcej od wersji bazowej -900. Wizualnie samolot różni się sześcioma kołami głównych goleni podwozia zamiast czterech w A350-900. Drugi prototyp nr MSN071 (F-WWXL) oblatano 10 stycznia 2017, samolot służy do testów instalacji pokładowych, silników i automatycznego pilota oraz do testów w klimacie arktycznym. Trzeci testowy A350-1000 nr MSN065 (F-WLXV) oblatany 7 lutego 2017, przeznaczono do testów kabiny pasażerskiej i klimatyzacji. Na początku marca 2017 MSN059 wykonał testy mające na celu określenie minimalną prędkość oderwania od ziemi oraz optymalnego ustawienia klap i slotów. W marcu 2017 MSN071 wykonał testy operowania w klimacie arktycznym w Iqaluit, Kanada, a następnie w terenach wysokogórskich w El Alto (La Paz) i Cochabamba w Boliwii. Od 27 marca do 5 kwietnia 2017 dokonano pomiaru hałasu z użyciem MSN065 na terenie Hiszpanii. MSN071 3 i 4 maja 2017 uczestniczył w testach instalacji paliwowej w Cardiff. 11 maja 2017 MSN065 wykonał 12 h lot z pasażerami nad Europą. 21 listopada 2017 roku Airbus uzyskał europejski i amerykański certyfikat typu dla A350-1000. 20 lutego 2018 dostarczono pierwszy A350-1000 dla Qatar Airways.

### A350-800
We wrześniu 2014 roku koncern zawiesił rozwój najmniejszej wersji A350 XWB wersji A350-800, po ogłoszeniu w lipcu 2014 roku na targach Farnborough rozwoju zmodernizowanej wersji A330-800neo/900neo wyposażanej w silniki Rolls-Royce Trent 7000, oferowany w segmencie 250-300 miejsc pasażerskich. A330-900neo trafi do TAP Portugal w 2018 roku, dwa lata później niż planowano dostarczyć A350-800. Producent nigdy nie rozpoczął pracy nad wersją -800. W szczytowej koniunkturze w 2008 roku Airbus dysponował portfelem zamówień na 182 sztuki A350-800, z których większość anulowano lub zamieniono na A350-900 i A330neo.

### A350F
W lipcu 2021 r. zarząd Airbusa ogłosił rozpoczęcie prac nad wersją towarową. Frachtowiec opiera się na wersji A350-1000 o ładowności powyżej 90 ton. Dziewiczy lot jest planowany na 2024 r., a wejście do użytku na 2025 r. A350F będzie miał taką samą maksymalną masę startową jak A350-1000 319t MTOW, skróconą przestrzeń ładunkowa, ale nadal o 6,9 m (23 stopy) dłuższą niż Boeing 777F dla 10% większej objętości ładunkowej przy 695 m³ (24 500 stóp sześciennych) w porównaniu do 633 m³ (22 400 stóp sześciennych) dla 777F. Z drzwiami ładunkowymi na głównym pokładzie za skrzydłem i wzmocnionymi aluminiowymi belkami stropowymi na głównym pokładzie, jego ładowność 109 t (240 000 funtów) jest wyższa niż 103,7 t (229 000 funtów) w 777F, a jego masa własna jest o 30 t (66 000 funtów) lżejsza niż A350-1000, 20 t (44 000 funtów) mniej niż 777F. Podczas Dubai Air Show w listopadzie 2021 r., amerykański leasingodawca Air Lease Corporation został klientem startowym z zamówieniem na siedem sztuk A350F, które mają zostać dostarczone około 2026 r. Do 31 stycznia 2022 zamówionych zostało 11 frachtowców.

## Użytkownicy
|                  |                  | 2006 | 2007 | 2008 | 2009 | 2010 | 2011 | 2012 | 2013 | 2014 | 2015 | 2016 | 2017 | 2018 | 2019 | 2020 | 2021 | 2022 | 2023 | 2024 | 2025 | Suma |
| Zamówienia Netto | Zamówienia Netto | 20   | 330  | 133  | 22   | 78   | -28  | 27   | 230  | -32  | -3   | 41   | 36   | 28   | 113  | 21   | 9    | 44   | 298  | 142  |      | 1509 |
| Dostawy          | A350-900         | –    | –    | –    | –    | –    | –    | –    | –    | 1    | 14   | 49   | 78   | 46   |      |      |      |      |      |      |      | 188  |
| Dostawy          | A350-1000        | –    | –    | –    | –    | –    | –    | –    | –    | –    | –    | –    | –    | 5    |      |      |      |      |      |      |      | 5    |

| Linia lotnicze               | Rozpoczęcie dostaw   | Liczba dostarczonych |
| ---------------------------- | -------------------- | -------------------- |
| Aerofłot                     | 26 lutego 2020       | 7                    |
| Air Caraïbes                 | 2 marca 2017         | 7                    |
| Air China                    | 8 sierpnia 2018      | 30                   |
| Air Mauritius                | 20 października 2017 | 4                    |
| Air France                   | 27 września 2019     | 23                   |
| Air India                    | 23 grudnia 2023      | 6                    |
| Asiana Airlines              | 25 kwietnia 2017     | 13                   |
| Azul Linhas Aéreas           | 27 września 2022     | 2                    |
| British Airways              | 26 lipca 2019        | 16                   |
| Cathay Pacific               | 1 czerwca 2016       | 46                   |
| China Southern Airlines      | 28 czerwca 2019      | 20                   |
| China Eastern Airlines       | 29 listopada 2018    | 20                   |
| Japan Airlines               | 13 czerwca 2019      | 20                   |
| China Airlines               | 30 października 2016 | 15                   |
| Delta Air Lines              | 5 sierpnia 2017      | 28                   |
| Etihad Airways               | 1 października 2019  | 5                    |
| Ethiopian Airlines           | 2 lipca 2016         | 18                   |
| Iberojet                     | 13 maja 2021         | 2                    |
| Finnair                      | 9 października 2015  | 17                   |
| Fiji Airways                 | 15 listopada 2019    | 4                    |
| French Bee                   | 30 czerwca 2017      | 6                    |
| Iberia                       | 20 lipca 2018        | 22                   |
| ITA Airways                  | 6 maja 2022          | 6                    |
| K5 Aviation                  | 11 grudnia 2020      | 1                    |
| Lufthansa                    | 10 lutego 2017       | 21                   |
| Malaysia Airlines            | 29 listopada 2017    | 7                    |
| Qatar Airways                | 15 stycznia 2015     | 58                   |
| Philippine Airlines          | 14 lipca 2018        | 3                    |
| Scandinavian Airlines System | 29 listopada 2019    | 6                    |
| Sichuan Airlines             | 8 sierpnia 2018      | 9                    |
| Singapore Airlines           | 8 marca 2016         | 64                   |
| Starlux Airlines             | 28 października 2022 | 5                    |
| Turkish Airlines             | 22 października 2020 | 24                   |
| Thai Airways International   | 1 września 2016      | 18                   |
| Vietnam Airlines             | 3 lipca 2015         | 14                   |
| Virgin Atlantic Airways      | 10 sierpnia 2019     | 10                   |
| World2fly                    | 9 czerwca 2021       | 2                    |
| Suma                         |                      | 564                  |

## Wypadki
2 stycznia 2024 roku samolot Airbus A350-943 (JA13XJ) należący do linii lotniczych Japan Airlines, lądując na pasie 34R na lotnisku Tokio-Haneda zderzył się z samolotem straży przybrzeżnej Japonii. Samolot wykonywał lot na trasie Sapporo – Tokio, kod lotu to JL516. Wszyscy na pokładzie (379 osób – 367 pasażerów i 12 członków załogi) ewakuowali się bezpiecznie. W samolocie straży przybrzeżnej znajdowało się 6 osób, 5 z nich zginęło w wyniku katastrofy.

## Galeria

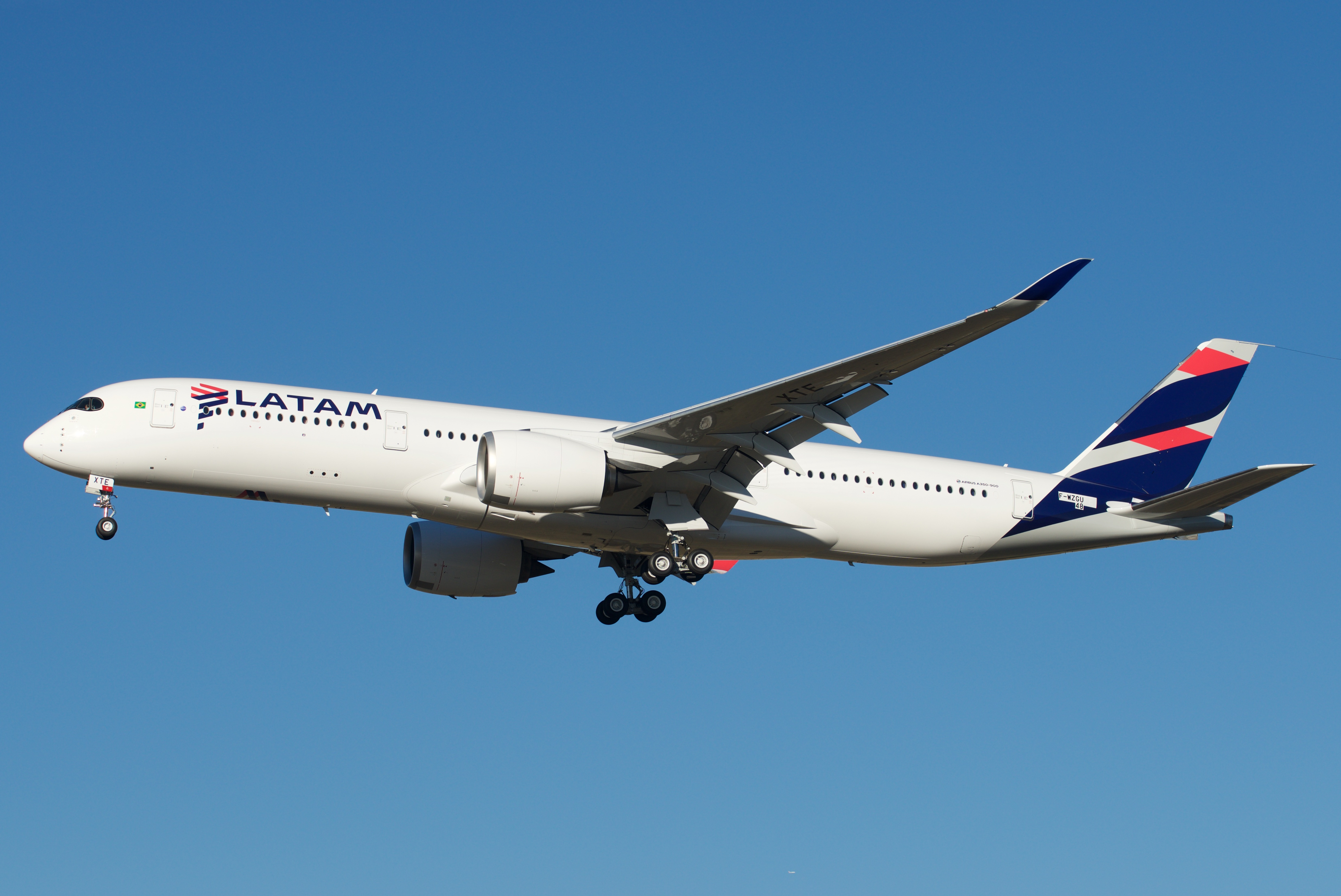
Airbus A350-900 w barwach LATAM Brasil podczas testów w Tuluzie
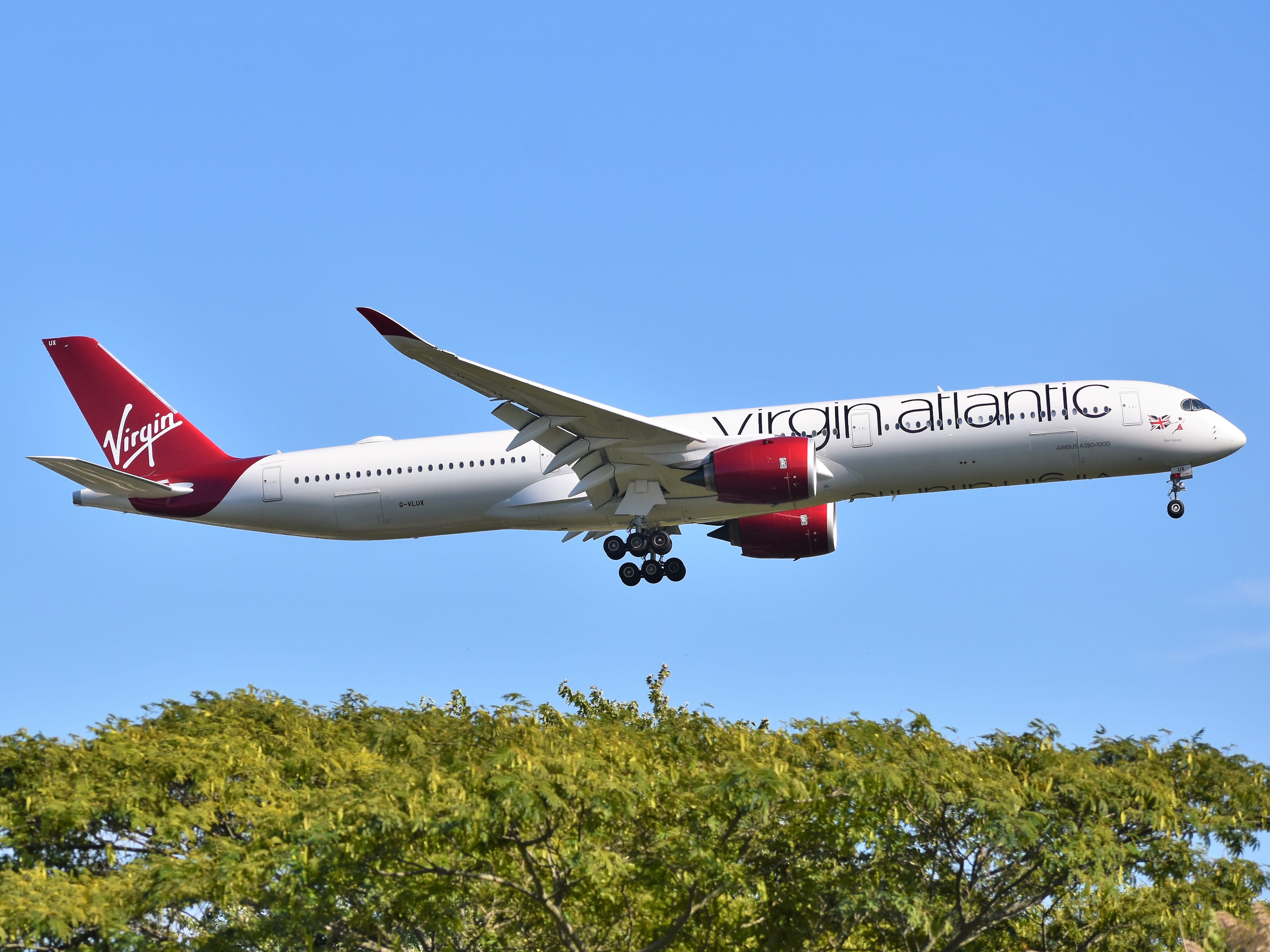
Airbus A350-1000 „Red Velvet” linii Virgin Atlantic podchodzący do lądowania w Porcie lotniczym Johna F. Kennedy’ego w Nowym Jorku
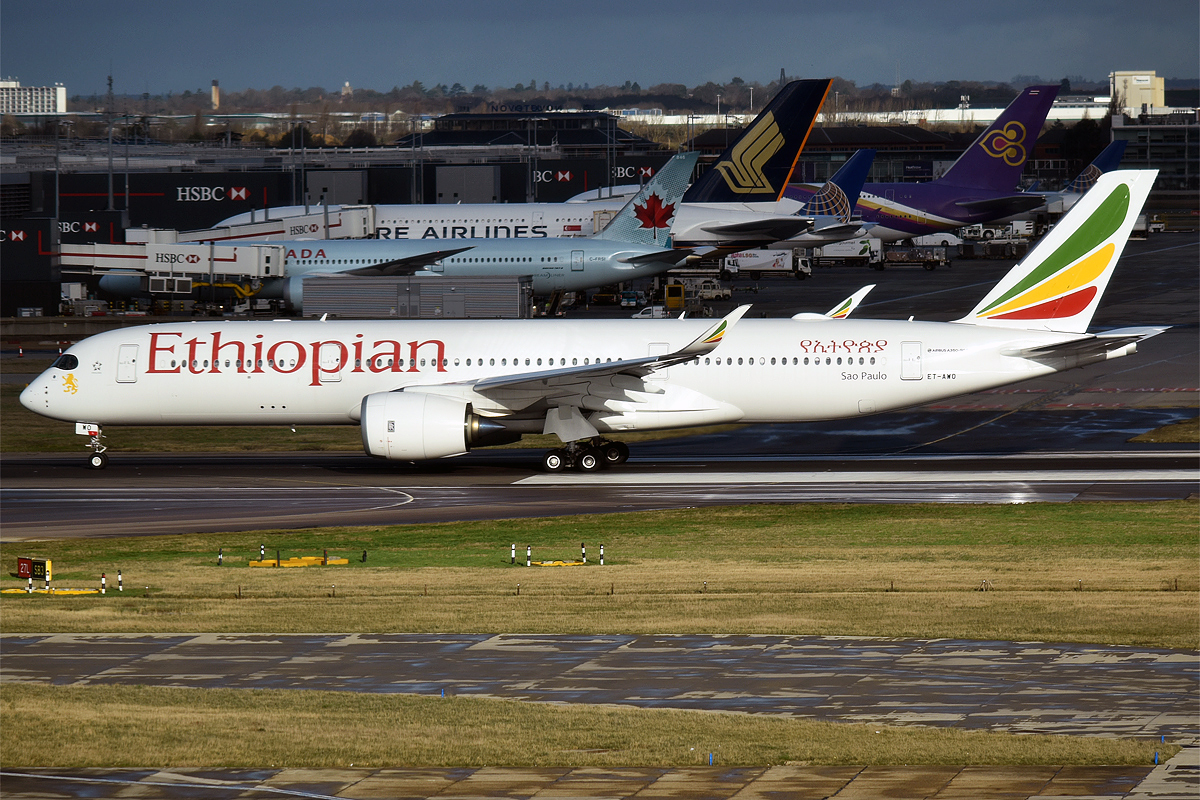
Airbus A350-900 należący do Ethiopian Airlines na płycie Portu lotniczego Londyn-Heathrow
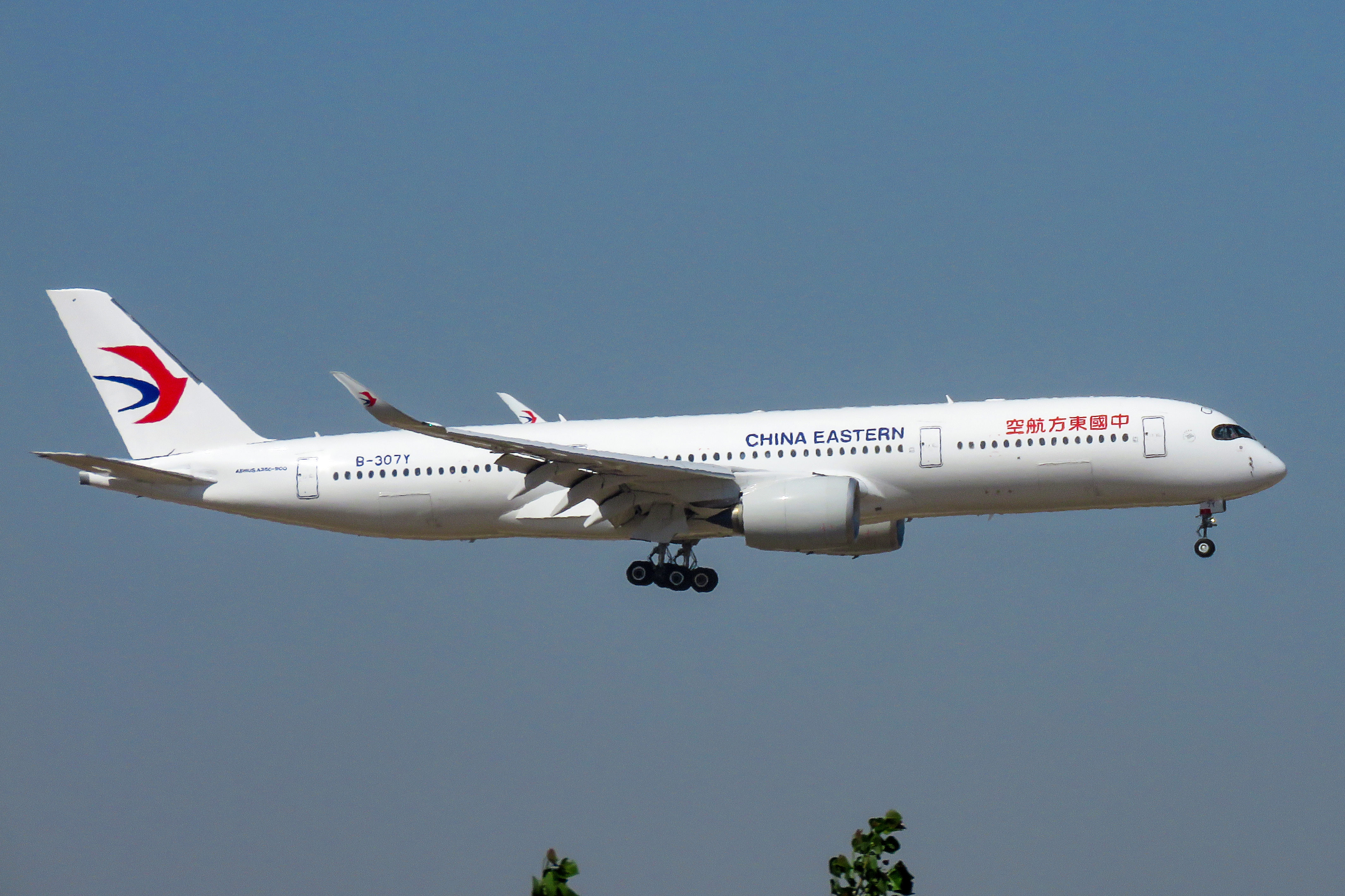
Airbus A350-900 w barwach China Eastern Airlines lądujący w Porcie lotniczym Pekin-Daxing
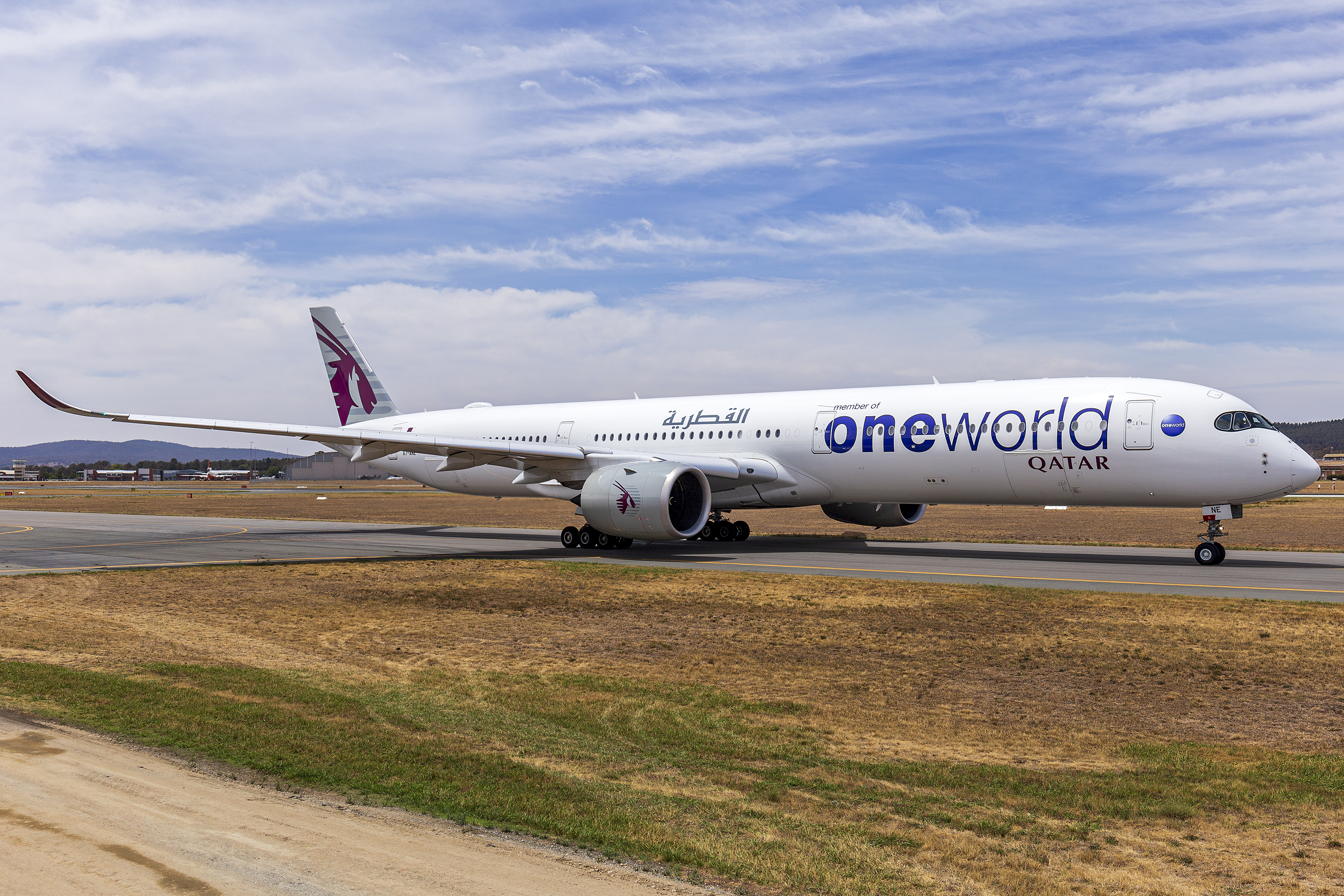
Airbus A350-1000 linii Qatar Airways w specjalnym malowaniu sojuszu Oneworld na płycie Portu lotniczego Canberra